# تیساوارکونی
تیساوارکونی (به مجاری:  Tiszavárkony) یک منطقهٔ مسکونی در مجارستان است که در ناحیه سولنوک واقع شده‌است. تیساوارکونی ۳۵٫۶۲ کیلومتر مربع مساحت و ۱٬۵۱۸ نفر جمعیت دارد.